# René Passeron
René Passeron (Casablanca, 31 de enero de 1920 - Vinneuf, 5 de diciembre de 2017) fue un intelectual, pintor e historiador del arte francés.

## Biografía
Especialista en el surrealismo, René Passeron formó parte de un grupo surrealista disidente (1946-1948) y expuso en el Salón de los surindependientes en 1959. Durante unos años, dejó la pintura para centrarse en el estudio de la filosofía del arte y de la estética. Autor de varios libros sobre la pintura, el surrealismo y la poiesis, expuso en París, Atenas, Londres, Canadá o Túnez. Director de investigación honoraria en el Centro Nacional para la Investigación Científica (CNRS), fue codirector de la revista Recherches poïétiques y dirigió también el Instituto de estética de la Universidad de París I Panthéon-Sorbonne.
René Passeron murió en su domicilio de Vinneuf el 5 de diciembre de 2017, a la edad de 97 años.

## Publicaciones
- Inimages, avec Richard Conte et Jean Lancri, « Cruautés pures, sur quelques images de René Passeron », Paris, Éd. Klincksieck, 2008, p. 54 à 78. ISBN 9782252036716.
- Le surréalisme, Paris, éditions Terrail 2001, 202 p. ISBN 978-2-87939-228-8.
- « Pour une  approche “poïétique” de la création », Paris, Éditions Encyclopaedia Universalis, p. 433-442.
- Pour une philosophie de la création, Paris, Klincksieck, 1989.
- Adam Biro & René Passeron, Dictionnaire général du surréalisme et de ses environs, Office du livre, Fribourg, Suisse et Presses universitaires de France, Paris, 1982, 367 p. ISBN 2-13-037280-5.
- L'Œuvre picturale et les fonctions de l'apparence , Paris, Librairie Philosophique J. Vrin, 1962 ISBN 978-2-7116-0595-8.
- Encyclopédie du surréalisme, Paris, Somogy, 1975.
- Depuis 45 : L'art de notre temps (ouvrage collectif), Bruxelles, La Connaissance, 1969.
- Histoire de la peinture surréaliste, Paris, Le Livre de Poche, 1968.